# サグネ川

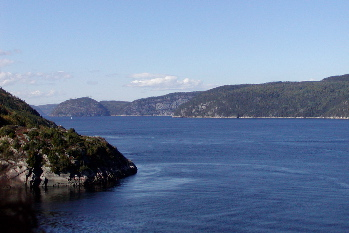
セントローレンス川合流点付近

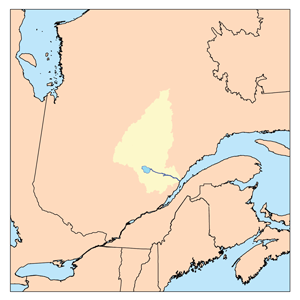
サグネ川流域

サグネ川（サグネがわ、仏:Rivière Saguenay）は、カナダのケベック州を流れる川である。名前はアルゴンキン族に言い伝えられる伝説上のサグネ王国に由来する。

## 地理
ローレンシャン山脈のサンジャン湖から流れ出し、アルマ、サグネを経由し、タドゥサックでセントローレンス川に合流する。
流量が多く、両岸はけわしい崖になっている。また、潮水がサグネ（河口より約100km）まで流れてくる。河口の冷たい水の中ではシロイルカが子育てをし、タドゥサックはホエールウォッチングの拠点になっている。
セントローレンス川との合流部はケベック州の国立公園の一つであるサグネ・セントローレンス海洋公園（Parc marin Saguenay-Saint-Laurent）になっている。

## 歴史
サグネ川はこの地域の先住民族の重要な交易ルートだった。そして、フランスの植民地時代には毛皮交易の主要なルートであった。

## 災害
1996年7月18日から21日には洪水が発生した。